# Agroklimat
Agroklimat kallas det övergripande väderförhållandet i ett område under en viss period som påverkar tillväxten av djur och växter. De viktigaste faktorerna för agroklimatet är solen, temperatur, nederbördsmängd, vind och växtsäsong.